# آرامگاه سلطنتی عراق
آرمگاه سلطنتی عراق که خانواده سلطنتی عراق در آن دفن شده‌اند، توسط معمار بریتانیایی جان برایان کوپر طراحی و بین سال‌های ۱۹۳۴ تا ۱۹۳۶ به سبک معماری اسلامی ساخته شده است.

## افراد مدفون
- ملک فیصل اول پادشاه عراق
- ملک غازی پادشاه عراق
- ملک فیصل دوم پادشاه عراق
- شاهزاده عبدالله بن علی ولیعهد عراق و حجاز
- ملک علی پادشاه حجاز
- ملکه حزیمه بنت ناصر
- ملکه عالیه بنت علی
- شاهدخت جلیله بنت علی
- شاهدخت رئیفه بنت فیصل
- جعفر عسکری
- رستم حيدر

## نگارخانه
- قبر ملکه عالیه
- قبر فیصل دوم پادشاه عراق
- قبر فیصل اول پادشاه عراق
- قبر جعفر عسکری
- قبر رستم حیدر